# Kaligintung (Pituruh)
Kaligintung is een bestuurslaag in het regentschap Purworejo van de provincie Midden-Java, Indonesië. Kaligintung telt 2659 inwoners (volkstelling 2010).